# Sainte-Eanne
Sainte-Eanne település Franciaországban, Deux-Sèvres megyében. Lakosainak száma 592 fő (2022. január 1.). Sainte-Eanne La Mothe-Saint-Héray, Nanteuil, Saint-Martin-de-Saint-Maixent, Salles, Soudan és Souvigné községekkel határos.

## Népesség
A település népessége az elmúlt években az alábbi módon változott:
| Lakosok száma | 641  | 623  | 631  | 613  | 608  | 605  | 604  | 603  | 592  |
|               | 2013 | 2015 | 2016 | 2017 | 2018 | 2019 | 2020 | 2021 | 2022 |